# Émile Acollas
Émile Acollas, né le 27 juin 1826 à La Châtre et mort le 17 octobre 1891 à Courbevoie, est un jurisconsulte français.
Commentateur des Droits de l'homme, critique du code Napoléon, partisan de l'égalité des femmes, auteur de nombreux ouvrages de droit, ce jurisconsulte partisan d'un « anarchisme » individualiste, peu connu aujourd'hui, a eu une influence intellectuelle notable.

## Biographie
Émile Acollas s’est fait connaitre, en 1867. en organisant et réalisant le premier Congrès de la paix et de la liberté à Genève, qui avait pour objet de préparer la formation d’une Fédération démocratique européenne. Il invitera de nombreux acteurs républicains comme Victor Hugo, Ledru-Rollin, Victor Schoelcher et d'autres. Il fonde, à cette occasion, la Ligue de la Paix et de la Liberté. Prenant une part active aux travaux et aux débats de  ce congrès, les idées et les théories avancées qu’il y a professées lui ont valu une condamnation à un an de prison devant les tribunaux impériaux. À Berne, il est titulaire d’une chaire de droit, dont il démissionnera en novembre 1871.
À son retour à Paris, en septembre 1871, il se voit refuser par Jules Simon, ministre de l’Instruction publique, une chaire de droit à la Faculté de droit de Paris. En 1878, il fonde à Berne la revue mensuelle La Science politique. Nommé inspecteur général des services administratifs du ministère de l’Intérieur pour la section pénitentiaire, en 1887, il défendit à cette occasion le développement des travaux forcés en plein air ainsi que l'exploitation de la Colonisation pour les camps de prisonniers.
Il est l'ami de Georges Clemenceau, le professeur de droit de Saionji Kinmochi, un noble japonais envoyé en Europe de 1870 à 1881 pour préparer la future Constitution impériale et, de 1872 à 1874, ainsi que de Nakae Chômin, traducteur de Rousseau et penseur du Mouvement pour la liberté et les droits du peuple. Chômin fait traduire en 1884 l'ouvrage d'Acollas Philosophie de la science politique et commentaire de la déclaration des droits de l’homme de 1793. 
Une thèse lui a été consacrée par Benoît Granjard, en 2011 : Un juriste républicain, Émile Acollas : une « refondation » du droit et de la famille, thèse de doctorat en histoire du droit, sous la direction de M. Ganzin, Université Paul Cézanne-Aix-Marseille 3.

### Procès
En décembre 1867, Émile Acollas est traduit avec son ami Alfred Naquet, devant le tribunal sous le chef d'accusation de manœuvre à l'intérieur dans le but de troubler la paix publique et d'exciter à la haine et au mépris du gouvernement. Il est accusé d'avoir reçu de l'étranger et fait distribuer des brochures contre le règne de Napoléon III des titres suivants : La France ne s'appartient plus, Il y a seize ans, la République a été nuitamment égorgée et Le règne de Bonaparte commence par le crime. Les brochures auraient été ensuite distribuées par courrier au sein de Paris par une société secrète (Commune Révolutionnaire des Ouvriers Français) constituée pour la défense de la République. Contrairement à ses co-accusés, Acollas n'est pas accusé d'en avoir été membre.
Il est défendu par Me Favre. Les avocats condamnent d'abord le chef d'accusation sous le prétexte que celui-ci, si l'accusé est reconnu coupable, peut entrainer une peine criminelle de déportation (transportation) à Cayenne ou en Algérie décrété par l'Administration en vertu du décret du 8 décembre 1851. Ils demandent que le procès soit porté devant un Tribunal criminel qui est seul à avoir la capacité à condamner à une peine criminelle. Cette affirmation est rejetée par le Tribunal.
L'essentiel des accusations portées contre Acollas repose sur le témoignage d'un co-prévenu, Clément-Henri Hayot, absent de l'audience car ayant souhaité en être dissocié. L'Avocat Impérial utilise alors la communication personnelle d’Acollas pour appuyer son propos et notamment l'organisation du Congrès de la Paix à Genève. Il qualifie alors ce Congrès d'assemblée ne cherchant qu'à ruiner « toute autorité politique et religieuse ». Acollas répond néanmoins à l'Avocat Impérial qu'il a toujours exprimé ses opinions hautement. Lors de la plaidoirie de l'avocat de Las, celui-ci met également en avant que l'esprit de loi sur les manœuvres à l'intérieur est certainement mal interprété.
Malgré les preuves considérées comme légères par les avocats des accusés et le fait qu'Acollas n'ai été reconnu coupable que de réception des proclamations, celui-ci est condamné à un an de prison et 500 francs d'amende. Il s'exilera à Berne à la suite de cette décision.

### Positions publiques lors de la Commune de Paris

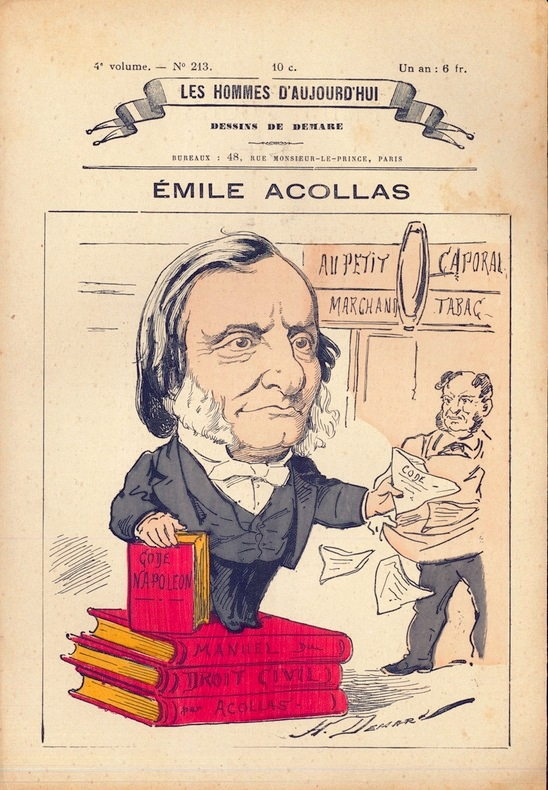
Émile Acollas caricaturé par Henri Demare pour le nº 213 des Hommes d'aujourd'hui, 1883.

Le 21 avril 1871, il écrit depuis Berne « La République et la contre-révolution : lettre au Journal de Genève » dans les colonnes du journal La Suisse Radicale. Cette réponse s'adresse à Henri Dameth, qui qualifiait les Communards de « voleurs et [d']assassins », même d'un mouvement contre-révolutionnaire. Acollas réplique par un argumentaire en trois parties :
- Il défend d'abord la légitimité de la Constitution de 1793. Pour cela, il rappelle que celle-ci, bien plus égalitaire au regard du cens, était également bien plus « républicaine », et lui reproche néanmoins sa définition d'indivisible opposée à sa vision des peuples s'appartenant à eux-mêmes et sa non-séparation de l’Église et de l’État. Il conclut cette section en se rapprochant de la pensée de Dameth qui rappelle que le peuple français a rejeté cette constitution en rappelant que peuple et individus peuvent se tromper.
- S'appuyant sur ce point, il rejette l'idée du professeur Dameth que la Constitution de 1793 est contre-révolutionnaire et définit la contre-révolution comme le fait de l'Ancien Régime sous la forme Constitutionnelle ou Impériale. Il salue à cette occasion les Parisiens qui loin de perdre la France, l'ont sauvé. Il blâme alors la nouvelle Assemblée Législative « de n'avoir su se constituer juge entre ses délégués et ses égaux. »
- Il réclame pour conclure l'usage d'un suffrage universel non-censitaire et secondé nécessairement par une éducation morale des citoyens non « religieuse » mais « naturelle ».

En outre, dès avant la Commune il est nommé comme candidat pour être membre d'un gouvernement provisoire, apparemment sans s'y être présenté. Ce statut est reproposé en avril, dans le journal La Vérité, lui attribuant un poste de Ministre de la Justice. Il est également nommé par la Commune elle-même à la tête de la faculté de Droit de Paris tandis que son ancien co-accusé Alfred Naquet est nommé à la tête de la faculté de Médecine, sans que ni l'un ni l'autre ne soit présent. Cette information fut contestée de manière contemporaine.
Il a également sollicité sans succès le soutien du préfet Marie-Edmond Valentin à un mouvement en faveur de la Commune de Paris.

### Élections législatives de 1871 et 1876
Candidat en 1871 pour les élections législatives dans le département de l'Ain, il ne recevra pas assez de scrutins pour être élu.
Candidat aux élections du 20 février 1876 dans le 6e arrondissement parisien, qui était son lieu de résidence, sous l'étiquette Démocrate Radical, il recueille 1 725 voix contre 8 031 voix pour Aristide Denfert-Rochereau et 5 041 voix pour Colin de Verdière. Durant sa campagne, il avait notamment défendu l'intégration des femmes dans la politique, ce qui a été moqué comme admettant les enfants. Il fut également soutenu par Garibaldi.

### Mort
Les raisons de la mort d’Émile Acollas sont incertaines. Si son autopsie, après l'enquête diligentée à la suite de sa mort, a prouvé qu'il est mort d'empoisonnement à la cantharidine, le caractère volontaire de la mort est incertain. Le médicament aurait été sollicité auprès de son médecin pour traiter les rhumatismes. Néanmoins son usage se faisait normalement par prise externe et il n'est pas avéré qu’Émile Acollas l'ait consommé ainsi. L'enquête n'a conclu à aucun manquement de la part du médecin mais considère que l'absence de posologie avec le médicament relève de la négligence du pharmacien et le condamne à une amende de 500 francs. 
La thèse privilégiée par les journaux est celle du suicide tandis que la famille défend l'hypothèse d'une mort accidentelle. Le récit de cette mort nourrit en outre la thèse du suicide par des actions confuses, le mourant admettant notamment s'être empoisonné lui-même. La cause du suicide serait un amour fort pour sa pupille qui devait se marier dans quelques jours. Il aurait alors pris une dose fatale de cantharidine puis demandé à appeler le médecin dissimulant et révélant tour à tour la cause de sa situation. Malgré les soins prodigués, celui-ci ne réussira pas à le sauver,.
Les journaux d'opposition attacheront au personnage l’allégation non démontrée de libertinage avec « de petites bonnes » et comme prenant de la cantharidine de manière régulière.

## Distinctions
- Chevalier de la Légion d'honneur (décret du 10 juillet 1885)

## Idéologie
En appendice (page 40), de La République et la Contre-Révolution, E. Acollas joint « Une circulaire électorale tombée de date -- aux électeurs du département de la Seine ». Il y définit un programme politique succinct.
- En ce qui concerne l'ordre moral :
  - Abolition du Concordat
  - Liberté d'enseignement
  - École primaire gratuite et obligatoire avec cours de Morale naturelle
  - Abrogation des lois sur la liberté de publier
  - Refonte des lois maritales
  - Refontes des lois pénales
  - Abolition de la peine de mort
- En ce qui concerne l'ordre politique :
  - Abrogation des lois civiles ou criminelles portant atteinte à la Liberté des individus et particulièrement au droit de réunion et d'association
  - L'application du principe électif à la Fonction Publique (du fait de son rôle au service des citoyens) pour une mandature d'un an.
  - La suppression des postes non nécessaires de la Fonction Publique
  - La décentralisation de l’État
  - L'abolition des distinctions sociales sous peine de déchéance de nationalité
  - La mise en place d'un système monocaméral
  - Séparation de l'exécutif et du législatif, l'exécutif étant nommé par le législatif
  - Vote finale des lois par le peuple
  - Classement des déclarations de guerre au titre de loi
  - Constitution de jury pour les affaires civiles
- En ce qui concerne l'ordre économique :
  - Abolition des impôts multiples au profit d'un impôt unique progressif sur le revenu
  - Abolition des monopoles
  - Refonte des lois de propriété pour en faire le seul résultat du travail
  - Refonte du code du travail favorisant les travailleurs
- En ce qui concerne les affaires étrangères :
  - Dissolution de l'armée de métier
  - Constitution de milices nationales pour la défense du territoire
  - Déclaration de non intervention dans les affaires des autres pays.

E. Acollas rappelle également dans sa réponse la maxime : « Les peuples s'appartiennent, les individus s'appartiennent. »  Thèse qu'il développe au demeurant en défendant pour chacun un droit à l'autonomie et en affirmant son opposition radicale au communisme. En outre, en 1868, il se définit comme n'étant « ni matérialiste ni athée. »

## Publications partielles
- La République et la contre-révolution : lettre au Journal de Genève, 1871 (lire en ligne sur Gallica).
- Manuel de droit civil, 3 vol., 1869-1873.
- Les Droits du peuple : cours de droit politique. Commentaire de la déclaration des droits de l'homme adoptée par la Convention, 1873 (lire en ligne sur Gallica).
- Philosophie de la science politique et commentaire de la Déclaration des droits de l'homme de 1793, 1877 (lire en ligne sur Gallica).
- Nécessité de refondre l'ensemble de nos codes, Paris, 1866.
- Le Mariage, son passé, son présent, son avenir, 1880.